# Daniel Moylan, Baron Moylan

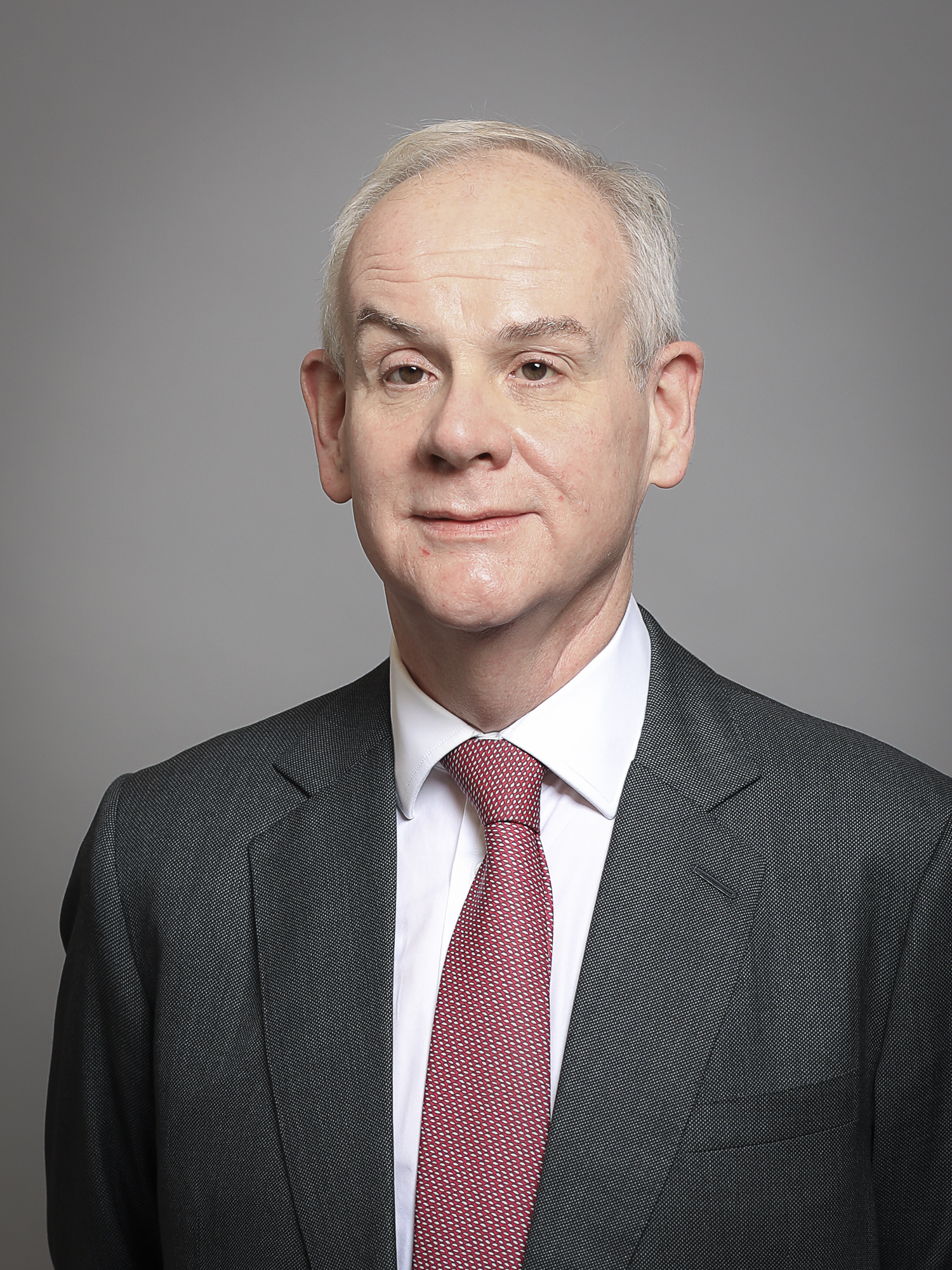
Daniel Moylan (2020)

Daniel Moylan, Baron Moylan (* 1. März 1956) ist ein britischer Politiker der Conservative Party.

## Leben
Moylan besuchte die St Philip's School in Edgbaston und studierte am Queen’s College in Oxford Germanistik und Philosophie. Er war Präsident des Oxford Union. Ab 1978 war er für das britische Foreign, Commonwealth and Development Office tätig. Von 1982 bis 1986 war er für die  County Bank, einem Tochterunternehmen von National Westminster Bank, tätig. Ab 1990 war er Mitglied im Kensington and Chelsea Council. Ab August 2008 war er im Vorstand der Organisation Transport for London.*  Seit 9. September 2020 ist Moyland Mitglied des House of Lords.

## Werke (Auswahl)
- Unripe time : Britain and the European Monetary System, Bow Group, 1988
- Bricks in the Wall, or, How to Build "Fortress Europe" While Denying Any Intentions of Doing So, Adam Smith Institut, 1989, ISBN 978-1-870109-51-2